# Eukleidas (Stempelschneider)

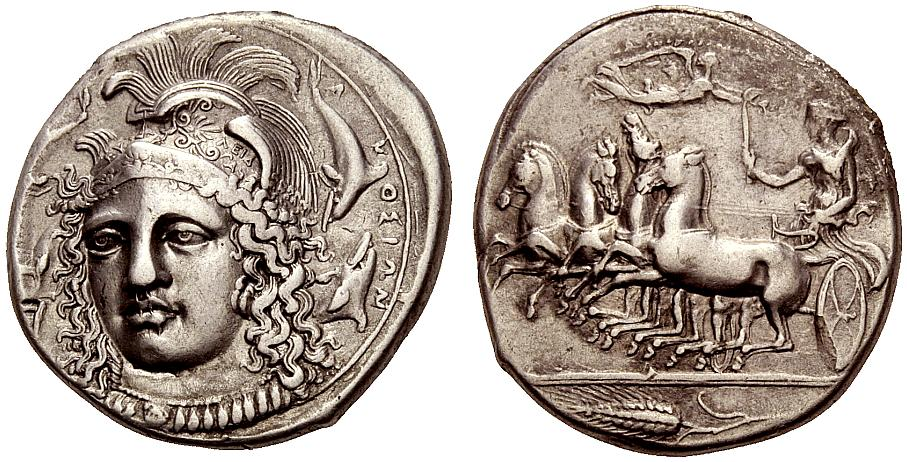
Tetradrachme des Eukleidas aus der Zeit zwischen 405 und 400 v. Chr.; Revers: Kopf der Athene in Dreiviertelansicht, rechts und links neben dem Kopf Delfine, ganz rechts die Signatur ΕΥΚ – ΛΕΙΔ / Α; Avers: Quadriga

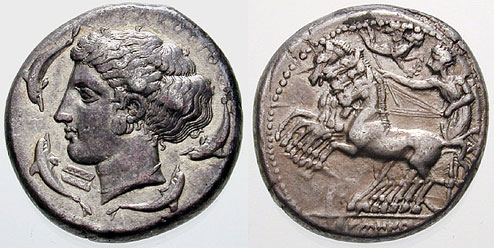
Tetradrachme aus der Zeit zwischen 415 und 400 v. Chr.; Revers: Kopf der Arethusa im Profil, um den Kopf schwimmen Delfine, rechts Signatur des Eukleidas (ΕΥΚΛ / ΕΙΔΑ); Avers: Quadriga, signiert von Eumenos (ΕΥΜΗΝΟΥ)

Eukleidas (altgriechisch Εὑκλείδας) war ein griechischer Münzstempelschneider, der in der Zeit zwischen 415 und 390 v. Chr. im sizilianischen Syrakus tätig war.
Eukleidas signierte meist mit seinem vollen Namen. Seine Signaturen finden sich auf Münzen, die fast den gesamten Zeitraum der syrakusanischen Münzprägung umfassen, in dem Münzstempel von ihren Schöpfern signiert wurden. Er gilt seinen beiden Kollegen und künstlerischen Rivalen Kimon und Euainetos als ebenbürtig. Wahrscheinlich schuf Eukleidas als erster Stempelschneider einen Götterkopf in Dreiviertelansicht. Die motivische Änderung entsprach ganz den Strömungen der Kunst im letzten Viertel des 5. Jahrhunderts v. Chr. Dabei handelt es sich um Köpfe der Athena, die unter dem künstlerischen Einfluss der Athena Parthenos des Phidias entstanden waren. Es können zwei Rückseitenstempel mit diesem Motiv unterschieden werden, bei beiden hatte sich das hohe Relief des Stempels schon schnell durch die Nutzung beschädigt. Dennoch wurden die Stempel noch weiter benutzt. Das lag daran, dass sich die Rückseitenstempel, die bei der Prägung von oben geführt wurden, wegen der größeren auf sie einwirkenden Kräfte schneller abnutzten als die in den Amboss eingelassenen Vorderseitenstempel. Bis zu Eukleidas’ Rückseitenstempel wurde die syrakusanische Göttin Arethusa gezeigt. Die motivische Änderung geht wohl auf politische Entwicklungen zurück: Nachdem die Syrakusaner den athenischen Versuch einer Invasion im Jahr 413 v. Chr. abwehren konnten, übernahmen sie zum Dank und wohl auch zur politischen Demonstration die Göttin der Besiegten als Motiv. Eukleidas schuf wohl auch die Münzstempel kleinerer Werte mit dem Athenakopf in Dreiviertelansicht, die jedoch nicht signiert wurden. Diese Münzen hatten großen motivischen Einfluss bis in kleinasiatische Münzstätten. Zu Eukleidas’ Spätwerken gehören scapillata genannte Münzstempel mit Köpfen der Arethusa, deren Haar im Wind flatterte. Ein solcher signierter Rückseitenstempel wurde auch mit einem von Euainetos geschaffenen Vorderseitenstempel einer Tetradrachme mit der Abbildung einer Quadriga kombiniert. Eukleidas’ Signatur findet sich auf Helmklappen, Diptychen sowie Delphinbäuchen.